# 雅各布·布斯克
雅各布·布斯克（丹麥語：Jakob Busk，1993年9月12日—）是丹麥的一位足球運動員，在場上司職門將。他現在效力於丹麥足球超級聯賽球隊北西兰。2013年5月16日，他首次代表哥本哈根在丹麥超出場。

## 外部連結
- F.C. Copenhagen profile （页面存档备份，存于）